# Ốc mặt trời
Ốc mặt trời (Danh pháp khoa học: Architectonica maxima) là một loài ốc biển trong họ Architectonicidae. Chúng là loài ốc lớn có vỏ cuộn tròn, mỏng và dễ vỡ. Ốc có thể thu mình hoàn toàn trong vỏ. Mắt to và vòi nằm ở phía đầu. Thức ăn ưa thích của chúng là các loài động vật chân bụng sống trôi nổi (Pteropoda). Sống ở độ sâu 10-100 mét nước, đáy cát. Kích cỡ chúng từ 19–82 mm.